# خوسه بادمیان اورکانیان
خوسه بادمیان اورکانیان ( اسپانیایی: José Bademian Orchanian‎؛ ۲۷ آوریل ۱۹۲۷ – ۲۵ اوت ۲۰۱۳) شطرنج‌باز اهل اروگوئه که دارای عنوان استادی فیده بود. وی در سال ۱۹۷۶ به مقام نخست مسابقات قهرمانی شطرنج اروگوئه دست یافت. بادمیان اورکانیان در دهه‌های ۱۹۷۰ و ۱۹۸۰ میلادی یکی از شطرنج‌بازان پیشتاز در اروگوئه بود.

## زندگی‌نامه
وی در ۲۷ آوریل ۱۹۲۷  به دنیا آمد . وی در ۲۵ اوت ۲۰۱۳ در سن ۸۶ سالگی درگذشت.

## افتخارات
- ۱۹۷۶ مدال طلا مسابقات قهرمانی شطرنج اروگوئه
- ۱۹۷۴ مدال نقره مسابقات قهرمانی شطرنج اروگوئه
- ۱۹۸۷ مدال برنز مسابقات قهرمانی شطرنج اروگوئه